# Bright and Hitchcocks
Bright and Hitchcocks (ook bekend als Brights ) was een warenhuis in Geelong, Victoria, Australië, dat van 1855 tot 1979 op dezelfde locatie gevestigd was. Anno 2025 is het gebouw nog steeds aanwezig op de zuidoosthoek van Moorabool Street en Little Malop Street in het centrum van Geelong.

## Geschiedenis
De oorsprong van het bedrijf ligt in 1850, toen drie broers, G.M., William en W.M. Hitchcock, met een lading handelswaar van Londen naar Geelong emigreerden en een winkel openden in Yarra Street. In 1853 vormde William Bright, die een winkel had in Moorabool Street, een partnerschap met G.M. en W.M. Hitchcock, en het nieuwe bedrijf handelde onder de naam Bright & Co. Na Brights pensionering bleven de gebroeders Hitchcock handelen onder de naam Bright & Hitchcocks. In 1926, toen het bedrijf werd verkocht aan vijf van zijn senior werknemers, was het het grootste warenhuis in de provincie Victoria. De zoon van een van de oprichters, Howard Hitchcock, was de laatste telg uit de familie die bij de winkel betrokken was; hij ging in 1927 met pensioen.

## Veranderingen
Bright and Hitchcocks werd in 1950 een naamloze vennootschap met bijna 600 aandeelhouders. In 1959 werd het bedrijf gekocht door Cox Brothers, een grote Australische retailer met meer dan 100 winkels.
De Cox Brothers raakten in financiële problemen en gingen in 1966 onder curatele. In maart 1968 werd de winkel verkocht aan nieuwe eigenaren, die de naam veranderden in "Brights", de naam waaronder de winkel al jaren bekendstond. In januari 1969 werd het opnieuw verkocht aan Burns Philp and Co. uit Sydney, die de winkel omdoopte tot "Mates" als onderdeel van de warenhuisketen uit Albury, New South Wales. De uiteindelijke verkoop vond plaats in 1976, toen Chas Moore de huurovereenkomst overnam en de naam opnieuw veranderde, ditmaal naar "Moores".

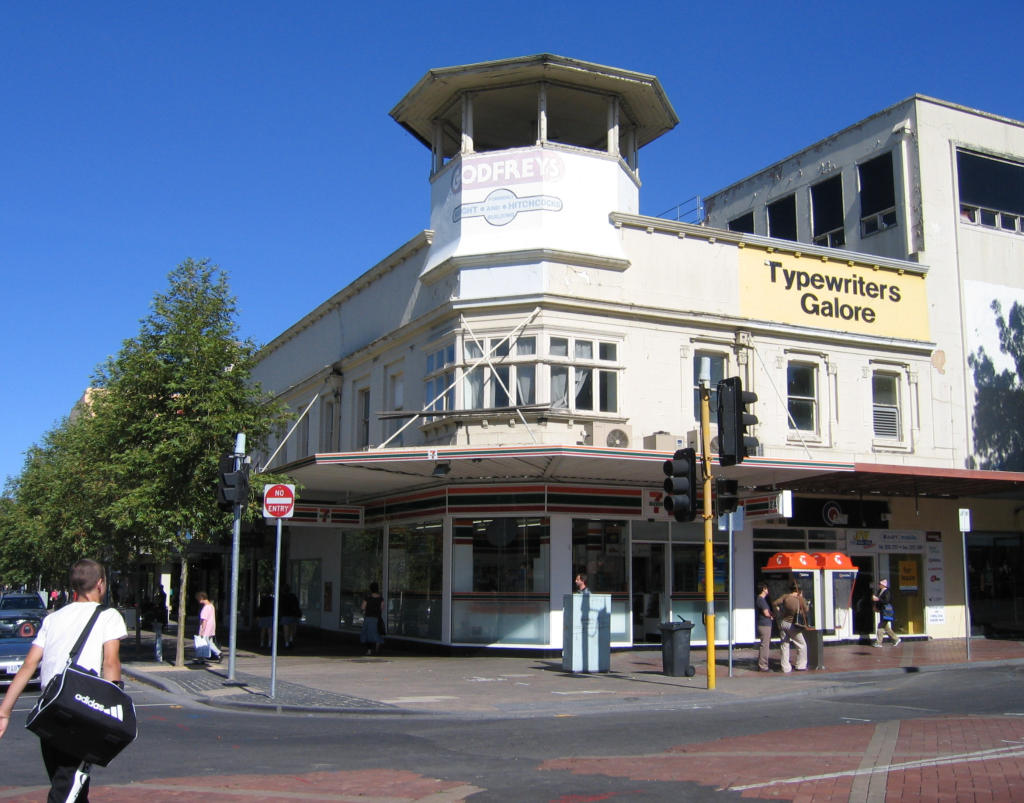
De winkel in 2006

## Sluiting
Moores sloot in 1979 en het gebouw werd opgedeeld in een aantal kleinere winkels op straatniveau. De bovenste verdiepingen staan inmiddels leeg, maar in de kelder was tot 2005 een Spotlight-stoffenwinkel gevestigd. In 2006 werd de buitenkant van het gebouw opnieuw geschilderd en vond er een kleine renovatie plaats. Een deel van de begane grond is nu een 7-Eleven-supermarkt.